# 西方秘契主義
西方秘契主義或寫作密契主義（英語：Western esotericism），在英文語境中有時會直接被稱為esotericism（秘契主義）或者esoterism（秘傳的教義）兩種稱呼以及字彙的拼寫方式，此外有時西方社會的人們本身也會採用更通俗化的口吻而稱為Western mystery tradition（西方神秘傳統），這是學者對西方社會內部所發展起來各種各樣的相關鬆散神祕主義思想與運動而對其分類所產生的專業術語。這些思想與潮流是統一的，因為他們很大程度不同於正統猶太教或基督宗教以及啟蒙理性主義。目前秘契主義已滲透到各種形式的西方哲學、宗教、偽科學、藝術、文學，以及音樂中──並繼續影響著知識分子的思想以及流行文化。
可以這麼認定：秘契主義雖然是脫胎於宗教的，不過他們的專業領域是獨立於宗教之外的，但其內涵又不與宗教相互牴觸，本質上是屬於西方神祕學的一個組成部分；而西方神祕學另一個部份則是屬於秘術主義。秘契主義是著重在個人靈修方面的發展。
西方秘契主義一共有三個源流：
一、古希臘羅馬宗教；
二、希伯來宗教；
三、古埃及宗教。

## 文獻引用

### 腳註
1. ↑  Brian Morris, Religion and Anthropology: A Critical Introduction, Cambridge University Press, 2006, p. 298.

## 外部連結
- An Esoteric Archive （页面存档备份，存于）
- Center for History of Hermetic Philosophy and Related Currents （页面存档备份，存于）, University of Amsterdam, the Netherlands
- The Western Esoteric Tradition Research Site （页面存档备份，存于）
- Association for the Study of Esotericism (ASE) （页面存档备份，存于）
- European Society for the Study of Western Esotericism (ESSWE)（页面存档备份，存于）
- University of Exeter Centre for the Study of Esotericism (EXESESO) （页面存档备份，存于）
- Aries: Journal for the Study of Western Esotericism
- Esoterica. A peer-reviewed academic journal devoted to the transdisciplinary study of Western esotericism
- What Is Esotericism? （页面存档备份，存于）